# Megelli Sport R
La Sport R è la motocicletta, presentata nel 2007 al salone di Milano, con cui si affaccia sul mercato dei modelli stradali la casa motociclistica britannica Megelli, a sua volta nata nel 2004 inizialmente presentata nella sola cilindrata 125, successivamente nel 2009 venne affiancata dalla 250.

## Descrizione
Questa Sport R rientra nel segmento sportivo per via della somiglianza con i modelli di maggiore cilindrata di altre case motociclistiche (come la CBR 1000); a differenza di altri modelli presenti sul mercato è però equipaggiata con un motore a quattro tempi che non esalta particolarmente la vocazione sportiva.
La prima serie della moto è entrata in produzione nel dicembre 2007; questo modello dall'aspetto molto aggressivo, invece che essere caratterizzato da una struttura semplice, è molto sagomato, utilizzando anche uno scarico sotto il codino con due fuoriuscite quadrate, inoltre è l'unico mezzo che al suo debutto adopera il telaio misto (tubo e piastre stampate) soluzione che risulta più costosa e per questo non ancora usata per questa categoria, così come il forcellone in traliccio, mentre le ruote sono a cinque razze sdoppiate, in modo da formare la figura di una stella.
Questa moto pur adoperando un impianto d'alimentazione a carburatore riesce a rispettare la normativa antinquinamento Euro III